# Chine aux Jeux olympiques d'hiver de 2010
Cet article contient des informations sur la participation et les résultats de la Chine aux Jeux olympiques d'hiver de 2010 à Vancouver au Canada.

## Cérémonies d'ouverture et de clôture

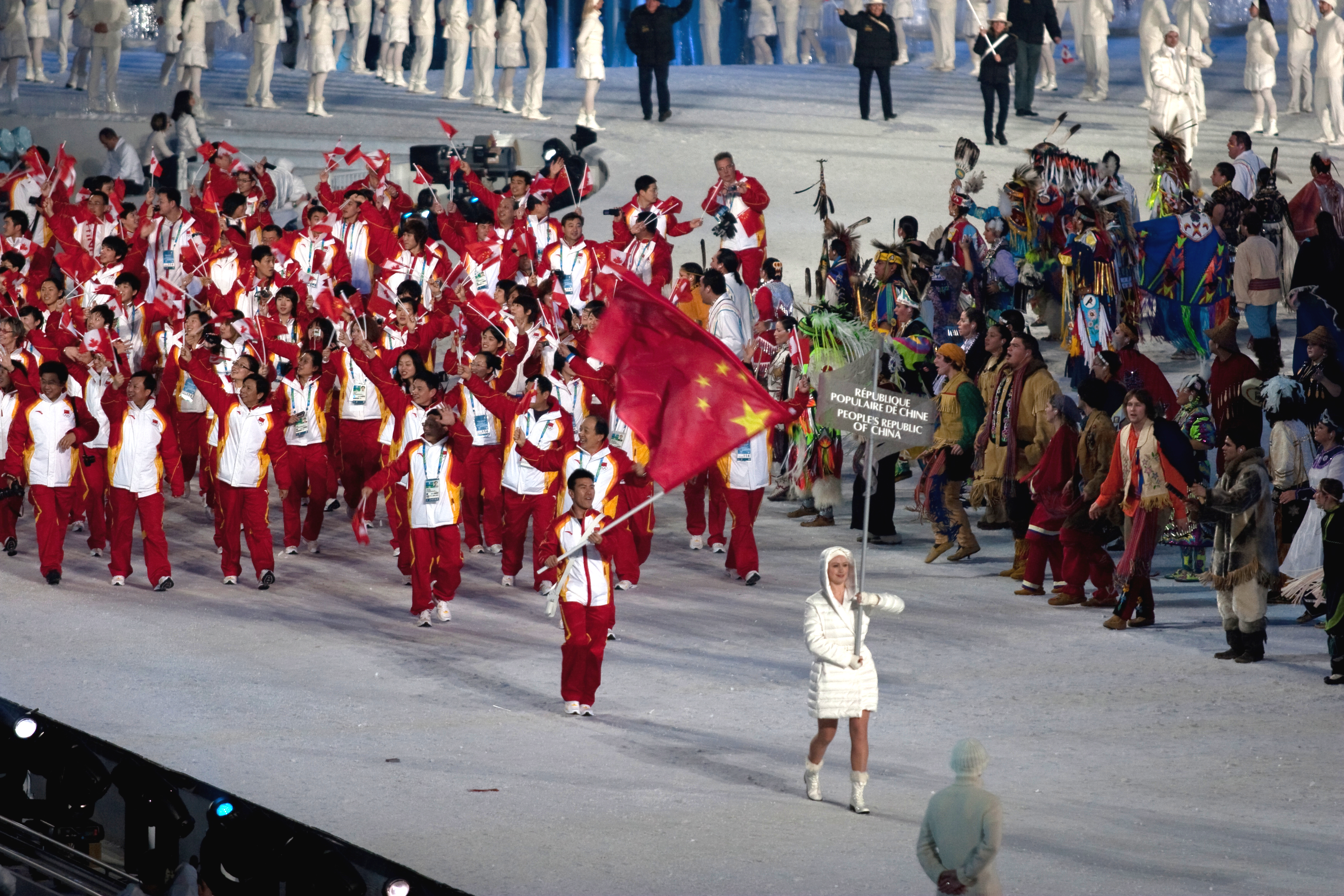
Entrée de la délégation chinoise lors de la cérémonie d'ouverture.

Comme cela est de coutume, la Grèce, berceau des Jeux olympiques, ouvre le défilé des nations, tandis que le Canada, en tant que pays organisateur, ferme la marche. Les autres pays défilent par ordre alphabétique. La Chine est la 18e des 82 délégations à entrer dans le BC Place Stadium de Vancouver au cours du défilé des nations durant la cérémonie d'ouverture, après le Chili et avant la Colombie. Cette cérémonie est dédiée au lugeur géorgien Nodar Kumaritashvili, mort la veille après une sortie de piste durant un entraînement. Le porte-drapeau du pays est le skieur acrobatique Han Xiaopeng.
Lors de la cérémonie de clôture qui se déroule également au BC Place Stadium, les porte-drapeaux des différentes délégations entrent ensemble dans le stade olympique et forment un cercle autour du chaudron abritant la flamme olympique. Le drapeau chinois est alors porté par Zhao Hongbo.

## Médailles
- Liste des vainqueurs d'une médaille (par ordre chronologique)

### Or
| Sport                                | Discipline           | Sportifs                                 | Performance         |
| Médailles d'or : 5                   |                      |                                          |                     |
| Patinage artistique                  | Couples              | Shen Xue Zhao Hongbo                     | 216,57 pts          |
| Patinage de vitesse sur piste courte | 500 mètres femmes    | Wang Meng                                | 43 s 048            |
| Patinage de vitesse sur piste courte | 1 500 mètres femmes  | Zhou Yang                                | 2 min 16 s 993 (RO) |
| Patinage de vitesse sur piste courte | Relai 3 000 m femmes | Sun Linlin Wang Meng Zhang Hui Zhou Yang | 4 min 06 s 610 (RM) |
| Patinage de vitesse sur piste courte | 1 000 mètres femmes  | Wang Meng                                | 1 min 29 s 213      |

### Argent
| Sport                  | Discipline   | Sportifs            | Performance   |
| Médailles d'argent : 2 |              |                     |               |
| Patinage artistique    | Couples      | Pang Qing Tong Jian | 213,31 points |
| Ski acrobatique        | Sauts femmes | Li Nina             | 207,23 points |

### Bronze
| Sport                   | Discipline           | Sportifs                                              | Performance   |
| Médailles de bronze : 4 |                      |                                                       |               |
| Patinage de vitesse     | 500 mètres femmes    | Wang Beixing                                          | 76 s 63       |
| Ski acrobatique         | Sauts femmes         | Guo Xinxin                                            | 205,22 points |
| Ski acrobatique         | Sauts hommes         | Liu Zhongqing                                         | 242,56 points |
| Curling                 | Compétition féminine | Wang Bingyu Liu Yin Yue Qingshuang Zhou Yan Liu Jinli | 3e place      |

## Engagés par sport

### Biathlon
| Nom           | Épreuve                                       |
| ------------- | --------------------------------------------- |
| Wang Chunli   | 7,5 km sprint femmes, 10 km poursuite femmes  |
| Liu Xianying  | 7,5 km sprint femmes, 10 km poursuite femmes  |
| Kong Yingchao | 7,5km sprint femmes                           |
| Liu Yuanyuan  | Biathlon femmes                               |
| Song Chaoqing | 7,5 km sprint femmes, 10 km poursuite femmes  |
| Zhang Chengye | 12,5 km poursuite hommes, 10 km sprint hommes |

### Curling
Équipe féminine 
| Nom            | Poste       |
| -------------- | ----------- |
| Wang Bingyu    | Skip        |
| Liu Yin        | Third       |
| Yue Qingshuang | Second      |
| Zhou Yan       | Lead        |
| Liu Jinli      | Remplaçante |

Équipe masculine
| Nom           |            |
| ------------- | ---------- |
| Li Hongchen   | Lead       |
| Liu Rui       | Fourth     |
| Wang Fengchun | Skip       |
| Xu Xiaoming   | Second     |
| Zang Jialiang | Remplaçant |

### Hockey sur glace
Équipe féminine
| Nom            | Poste            |
| -------------- | ---------------- |
| Han Danni      | Gardienne de but |
| Jia Dandan     | Gardienne de but |
| Shi Yao        | Gardienne de but |
| Jiang Na       | Défenseur        |
| Liu Zhixin     | Défenseur        |
| Lou Yue        | Défenseur        |
| Qi Xueting     | Défenseur        |
| Tan Anqi       | Défenseur        |
| Yu Baiwei      | Défenseur        |
| Zhang Shuang   | Défenseur        |
| Cui Shanshan   | Attaquante       |
| Gao Fujin      | Attaquante       |
| Huang Haijing  | Attaquante       |
| Huo Cui        | Attaquante       |
| Jin Fengling   | Attaquante       |
| Ma Rui         | Attaquante       |
| Sun Rui        | Attaquante       |
| Tang Liang     | Attaquante       |
| Wang Linuo     | Attaquante       |
| Zhang Ben      | Attaquante       |
| Zhang Mengying | Attaquante       |

### Patinage artistique
| Nom                     | Épreuve                     |
| ----------------------- | --------------------------- |
| Shen Xue et Zhao Hongbo | Patinage artistique couples |
| Pang Qing et Tong Jian  | Patinage artistique couples |
| Zhang Dan et Zhang Hao  | Patinage artistique couples |
| Liu Yan                 | Patinage artistique dames   |
| Huang Xintong           | Danse sur glace             |
| Zheng Xun               | Danse sur glace             |

### Patinage de vitesse
| Nom           | Épreuve                        |
| ------------- | ------------------------------ |
| Wang Beixing  | 500 m dames, 1 000 m dames     |
| Jin Peiyu     | 500m dames, 1000m dames        |
| Ren Hui       | 500 m dames, 1 000 m dames     |
| Xing Aihua    | 500 m dames, 1 000 m dames     |
| Zhang Shuang  | 500 m dames                    |
| Wang Fei      | 1 500 m dames, 3 000 m dames   |
| Fu Chunyan    | 3000m dames                    |
| Yu Jing       | 1 000 m dames                  |
| Yu Fengtong   | 500 m hommes                   |
| Zhang Zhongqi | 500 m hommes                   |
| Liu Fangyi    | 500 m hommes                   |
| Wang Nan      | 1 000 m hommes, 500 m hommes   |
| Gao Xuefeng   | 1500m hommes                   |
| Sun Longjiang | 1 500 m hommes, 1 000 m hommes |

### Patinage de vitesse sur piste courte
| Nom                      | Épreuve                                                             |
| ------------------------ | ------------------------------------------------------------------- |
| Wang Meng                | 500 m dames, 1 000 m dames, Relais 3 000 m dames, 1 500 m dames     |
| Zhou Yang                | 500 m dames, 1 000 m dames, Relais 3 000 m dames, 1 500 m dames     |
| Liu Qiuhong              | ...                                                                 |
| Zhang Hui                | Relais 3 000 m dames                                                |
| Sun Linlin               | 1 000 m dames, Relais 3 000 m dames, 1 500 m dames                  |
| Zhao Nannan (remplaçant) | 500 m dames, Relais 3 000 m dames                                   |
| Han Jialiang             | Relais 5 000 m hommes, 1 000 m hommes, 500 m hommes                 |
| Song Weilong             | 1 500 m hommes, Relais 5 000 m hommes, 1 000 m hommes               |
| Liu Xianwei              | 1 500 m hommes, Relais 5 000 m hommes                               |
| Liang Wenhao             | 1 500 m hommes, Relais 5 000 m hommes, 1 000 m hommes, 500 m hommes |
| Ma Yunfeng               | Relais 5 000 m hommes, 500 m hommes                                 |

### Ski acrobatique
| Nom                        | Épreuve      |
| -------------------------- | ------------ |
| Li Nina                    | Sauts dames  |
| Guo Xinxin                 | Sauts dames  |
| Xu Mengtao                 | Sauts dames  |
| Cheng Shuang               | Sauts dames  |
| Zhang Xin (remplaçant)     | ...          |
| Dai Shuangfei (remplaçant) | ...          |
| Liu Zhongqing              | Sauts hommes |
| Qi Guangpu                 | Sauts hommes |
| Jia Zongyang               | Sauts hommes |
| Han Xiaopeng               | Sauts hommes |
| Wu Chao (remplaçant)       | ...          |

### Ski alpin
| Nom      | Épreuve                            |
| -------- | ---------------------------------- |
| Xia Lina | Slalom dames, Slalom géant dames   |
| Li Lei   | Slalom géant hommes, Slalom hommes |

### Ski de fond
| Nom         | Épreuve            |
| ----------- | ------------------ |
| Li Hongxue  | 10km dames Libre   |
| Man Dandan  | Ski de fond dames  |
| Li Xin      | 10km dames Libre   |
| Sun Qinghai | Ski de fond hommes |
| Xu Wenlong  | 15 km hommes Libre |

### Snowboard
| Nom          | Épreuve         |
| ------------ | --------------- |
| Liu Jiayu    | Halfpipe dames  |
| Sun Zhifeng  | Halfpipe dames  |
| Cai Xuetong  | Halfpipe dames  |
| Zeng Xiaoye  | Halfpipe hommes |
| Shi Wancheng | Halfpipe hommes |

## Diffusion des Jeux en Chine
Les Chinois peuvent suivre les épreuves olympiques en regardant en clair les chaînes CCTV-1, CCTV-5, CCTV-7 et CCTV-HD, du réseau de télévision publique Télévision centrale de Chine (CCTV). La CCTV permet d'assurer la couverture médiatique chinoise sur Internet.